# Касано Валкувия
Каса̀но Валку̀вия (на италиански: Cassano Valcuvia; на ломбардски: Cassàn, Касан) е село и община в Северна Италия, провинция Варезе, регион Ломбардия. Разположено е на 296 m надморска височина. Населението на общината е 668 души (към 2017 г.).